# Marcillada hepatica
Marcillada hepatica är en fjärilsart som beskrevs av Moore 1882. Marcillada hepatica ingår i släktet Marcillada och familjen nattflyn. Inga underarter finns listade i Catalogue of Life.